# 羅索利夫齊
49°46′21″N 27°1′52″E / 49.77250°N 27.03111°E
羅索利夫齊（烏克蘭語：Росолівці）是位於烏克蘭西部的村莊，由赫梅利尼茨基州裡赫梅利尼茨基區的舊康斯坦丁尼夫市鎮負責管轄。該村處於伊科波季河畔，面積1.96平方公里，海拔高度274米，人口761。